# Dexia gilva
Dexia gilva là một loài ruồi trong họ Tachinidae.